# Taz (flod)
 For alternative betydninger, se Taz. (Se også artikler, som begynder med Taz)
Taz (russisk: Таз, tr. Taz) er en flod i Krasnojarsk kraj og Jamalo-Nenetskij autonome okrug i Rusland. Floden er 1.401 km lang og har et afvandingsområde på 150.000 km2. Folden fryser til i oktober og åbner i slutningen af maj, begyndelsen af juni.
Taz udmunder i Tazbugten, en omkring 330 km lang flodmunding, som begynder nær byen Tazovskij og udmunder i Obbugten. De største bifloder til Taz er Bolsjaja Sjirta og Khudosej fra højre og Tolka og Tsjaselka fra venstre.
Æstuariet og den nedre del af floden ligger i Jamalo-Nenetskij autonome okrug, mens den øvre del af floden flyder gennem Kranojarsk kraj.